# Caminito del Rey

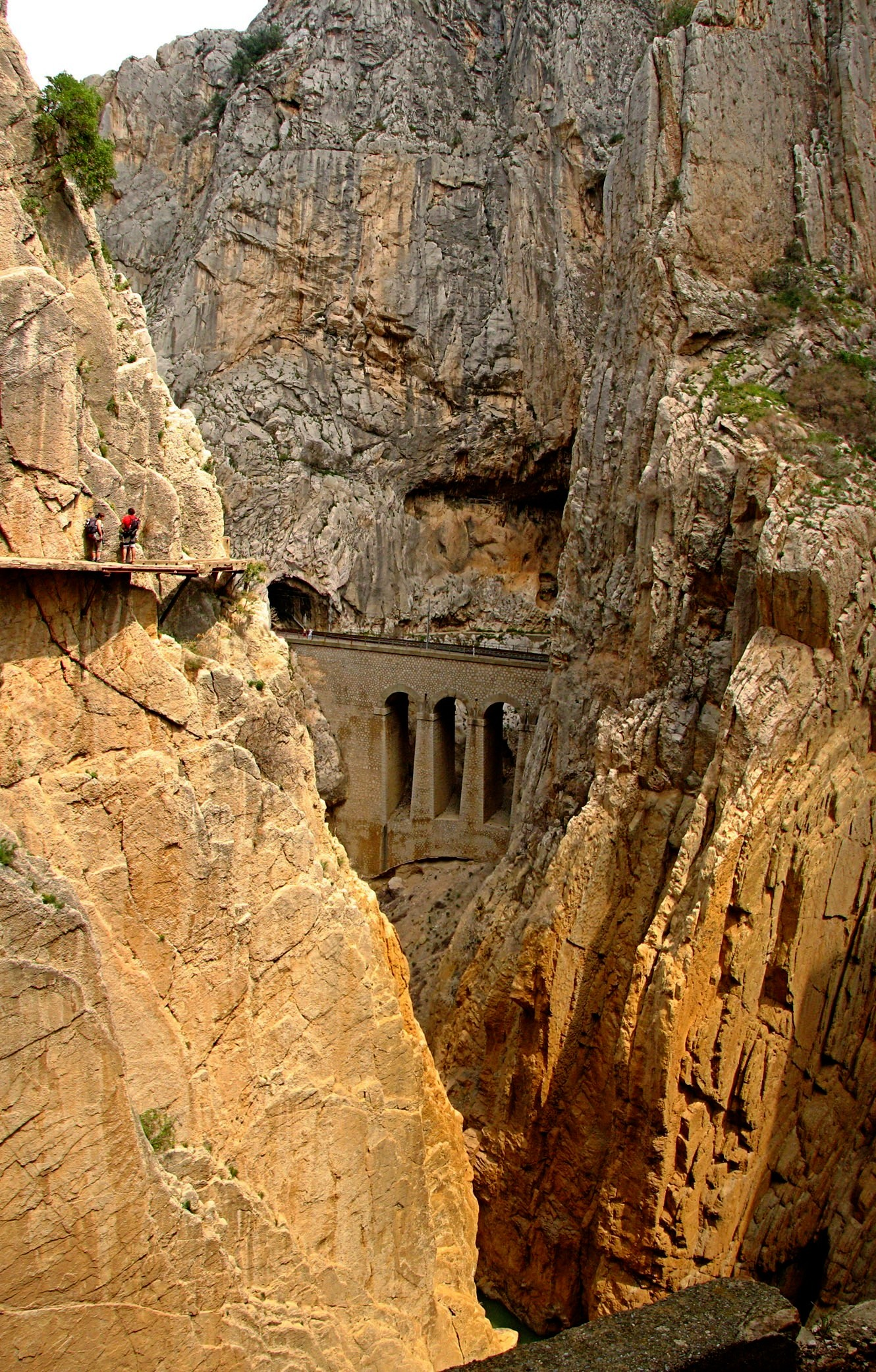
Caminito del Rey

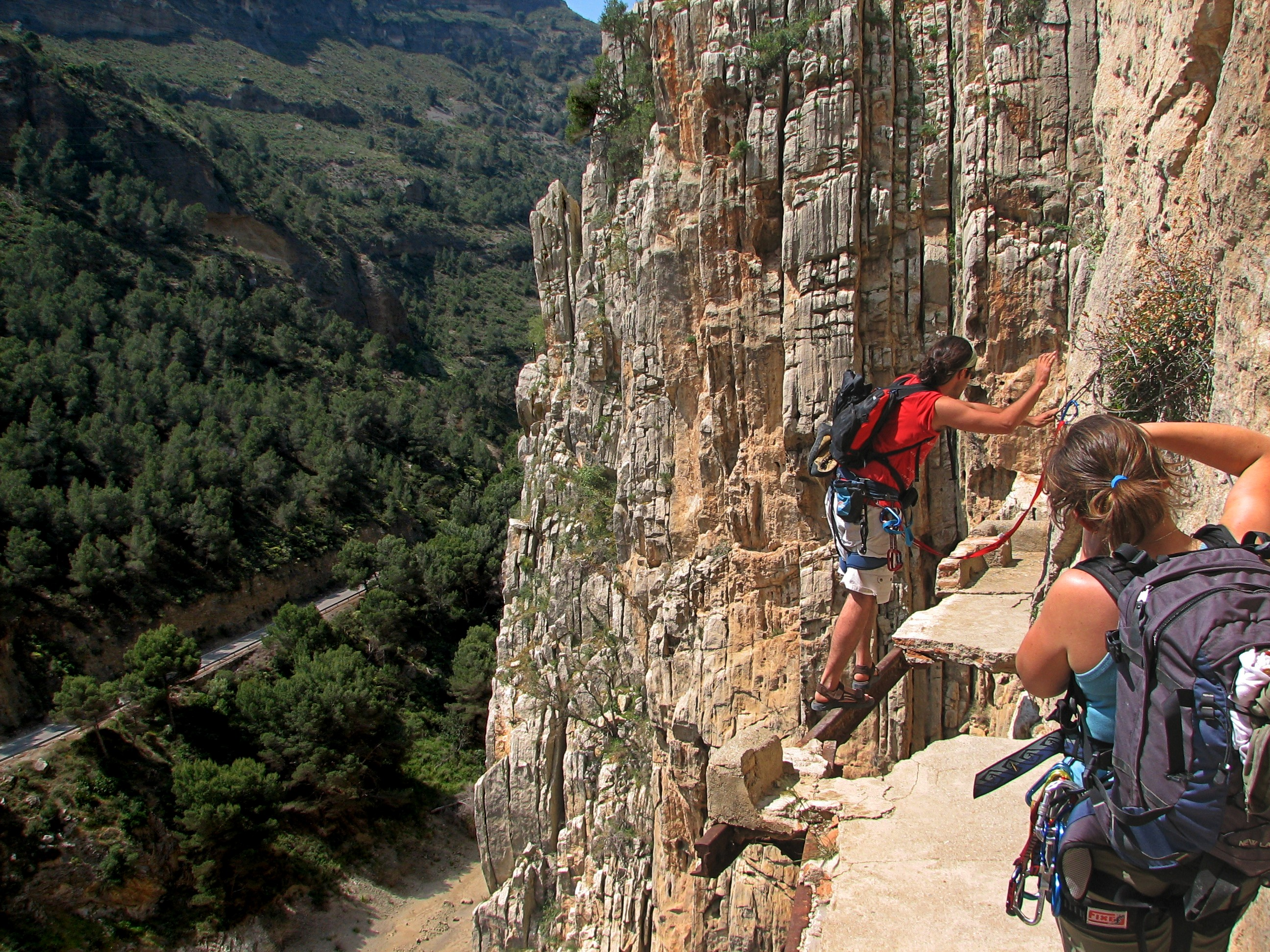
Der verfallene Weg vor der Restaurierung

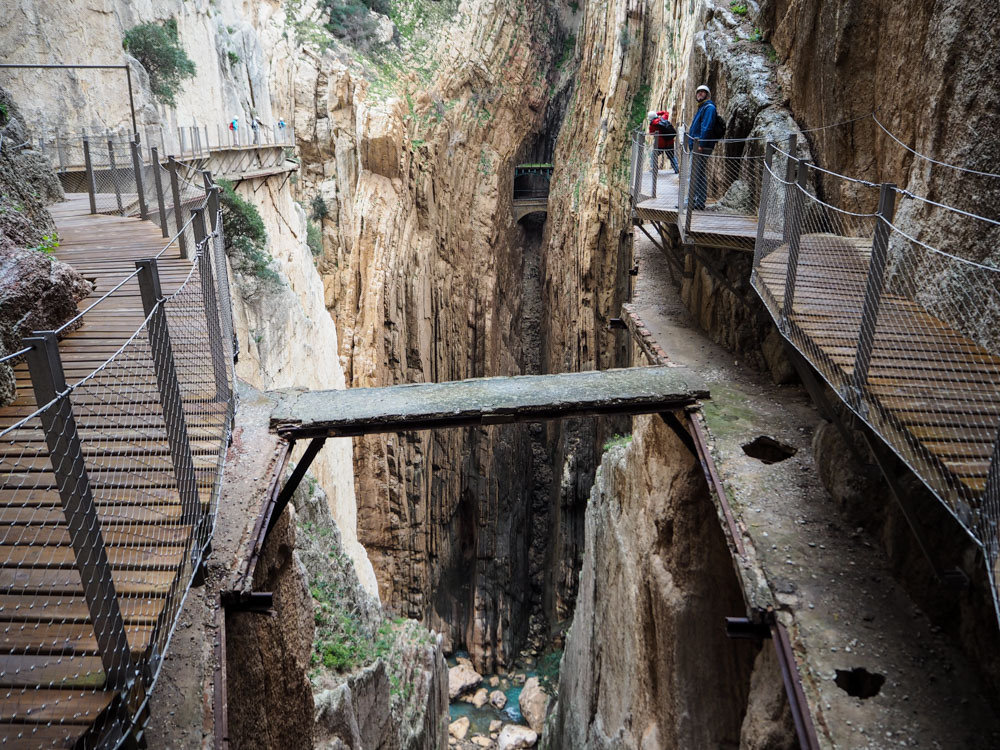
Der restaurierte Weg, direkt darunter der originale Weg.

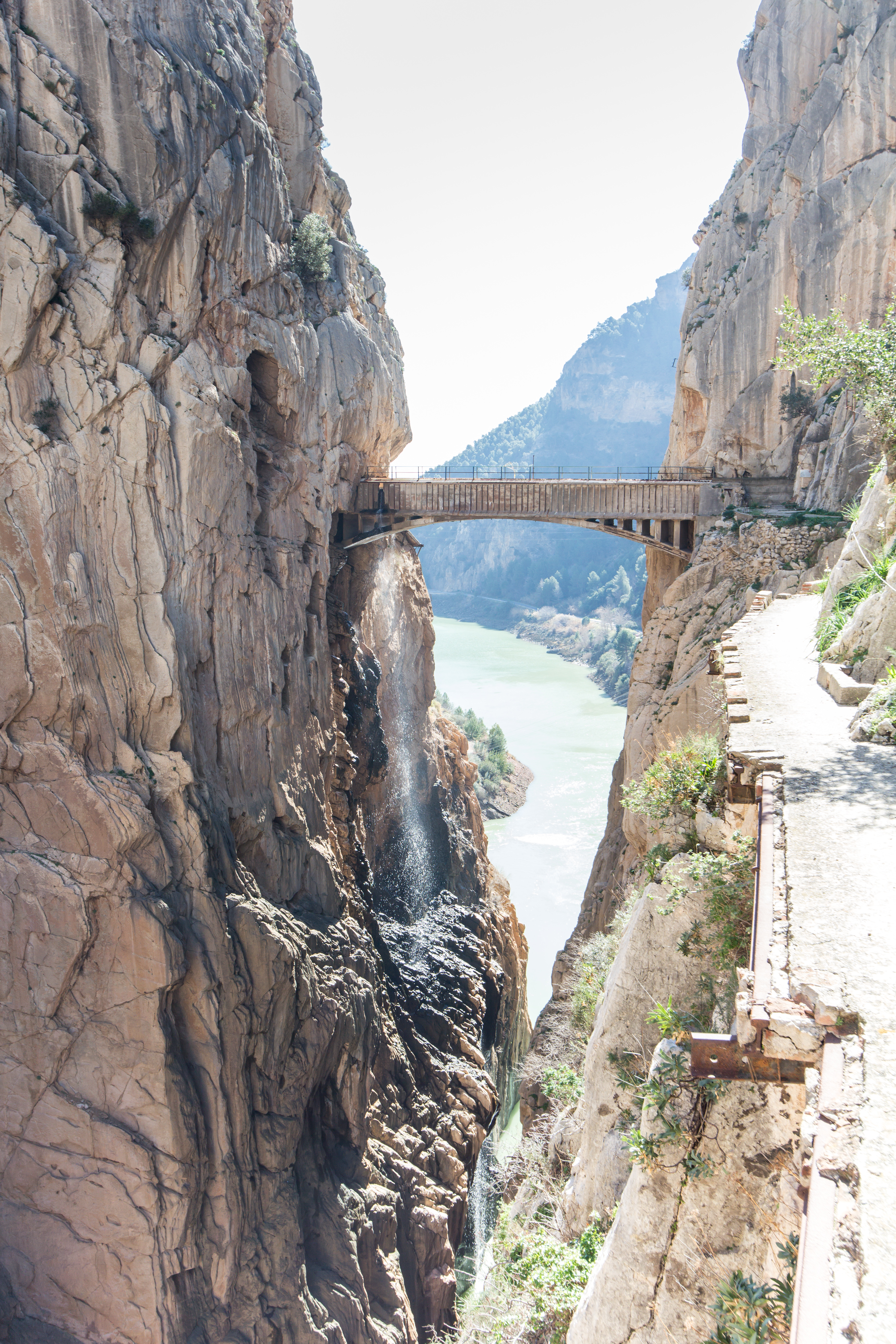
Brücke und Wasserfall des Caminito del Rey (vor der Restaurierung)

Der Caminito del Rey (etwa „schmaler Königspfad“), überwiegend auch Camino del Rey („Königspfad“), war bis 2015 ein drei Kilometer langer Klettersteig und ist heute ein bequemer und gesicherter Wanderweg in der Nähe von Álora in der Provinz Málaga im Süden Spaniens. Er führt in etwa 100 Meter Höhe entlang steiler Wände durch zwei bis zu 200 Meter tiefe, schmale Schluchten. Er war lange Zeit verfallen und gesperrt und wurde in dieser Zeit in den Medien als der gefährlichste Weg der Welt bezeichnet. 2015 wurde er wieder für die Öffentlichkeit freigegeben. Das Gebiet ist unter Kletterern unter dem Namen El Chorro als ausgezeichnetes Winterklettergebiet bekannt.

## Geschichte
Den Anlass für den Bau gab das durch den Ingenieur Rafael Benjumea y Burín (1876–1952) entworfene Projekt zur Nutzung des Potentials des Winterregens und der Wasserkraft mittels Talsperren, Rohrleitungen und Wasserkraftwerken. Dazu gehörte ein Kanal, in den ein Teil des Wassers des Guadalhorce durch eine Schlucht, die Garganta del Chorro, abgeleitet wird und der zwei Talsperren der Sociedad Hidroeléctrica del Chorro, nämlich den Salto del Gaitanejo und den Salto del Chorro, miteinander verbindet. Der Caminito wurde gebaut, um in dem äußerst unwegsamen Gelände entlang der Desfiladero de los Gaitanes (Hohlweg der Bartgeier) genannten Kluft das Baumaterial transportieren und die Anlage unterhalten zu können.
Im Jahre 1901 begannen die Arbeiten, zunächst für einen Pfad auf Planken. 1905 war er fertig. Nach und nach wurde der Weg mit Beton und Eisenarmierungen befestigt. Als das Gesamtprojekt fertig war, kam König Alfons XIII. am 21. Mai 1921 zur Einweihung und überschritt die Brücke über die Garganta del Chorro. Daraufhin erhielt der Weg seinen Namen. Rafael Benjumea wurde in Anerkennung seiner einzigartigen Leistung zum „Grafen von Guadalhorce“ (Conde de Guadalhorce) geadelt; auch der (ursprünglich pantano del Chorro genannte) Staudamm erhielt ihm zu Ehren 1953 unter Franco den Namen Embalse Conde de Guadalhorce. Die Bewohner der Nachbardörfer nutzten fortan den Weg tagtäglich: die Kinder als Schulweg, die Männer zur Arbeitsstätte, die Frauen bei Einkäufen. Nachts war der Caminito beleuchtet, Reste der Laternen sind noch heute zu finden.
Durch Witterungseinflüsse und wegen des weichen Sandsteins verfiel der Weg, an manchen Stellen fehlten die Betonplatten, und nur noch rostige Stahlträger blieben übrig. Zur Begehung waren absolute Trittsicherheit, Schwindelfreiheit und gehobene Klettersteig-Kenntnisse notwendig. Nachdem 1999 und 2000 vier Menschen gestorben waren, davon drei im Jahre 2000 auf einer Seilrutsche durch die Schlucht (also nicht auf dem Caminito selbst), schloss die Lokalregierung 2001 den Weg und entfernte Beginn und Ende. Trotzdem war das Betreten weiterhin durch einen älteren Steig möglich. Zum Zustieg der am Caminito befindlichen Kletterrouten wurde dieser auch weiterhin genutzt. Der Steig wurde beinahe durchgängig mit Stahlseilen gesichert und war für gesicherte und geübte Wanderer gut begehbar.
Parallel zu den Schluchten befindet sich eine Eisenbahnlinie, die durch Tunnel durch das Massiv verläuft. Kletterer nutzten diese Tunnel, um bequemer und schneller in das dahinterliegende Tal zu kommen und um den Caminito nicht zu benutzen. Das Betreten der Gleise und Tunnel der Adif wurde inzwischen mit einem Bußgeld zwischen 6.000 € und 30.000 € belegt.

## Wiederherstellung und Wiedereröffnung
2006 verabschiedete die Regionalregierung einen Plan zur Wiederherstellung eines Weges durch die Schlucht. Dafür wurden 8,3 Mio. € veranschlagt. Erst im November 2011 flossen aber die nötigen Geldmittel von 4,5 Mio. € an die Comarca (Landkreis) Guadalteba. Die Arbeiten begannen im Frühjahr 2014 und wurden Anfang 2015 abgeschlossen. Der neue, gesicherte Wanderweg verläuft etwa zwei Meter oberhalb des alten Steges, der für seine Errichtung verwendet wurde. Die Eröffnung fand am 28. März 2015 statt.
Durch die Sanierung wurde der Weg für jedermann nach Voranmeldung (drei Monate im Voraus möglich und teilweise notwendig) gefahrlos nutzbar gemacht, allerdings hat er seinen ursprünglichen Charakter großteils verloren.